# Campeonato Paulista de Futebol de 2011 - Série A2
O Campeonato Paulista de Futebol da Série A2 de 2011 foi a 65.ª edição do campeonato equivalente ao segundo nível do futebol paulista.

## Regulamento

### Primeira fase
A Série A2 será disputada por 20 clubes divididos em dois grupos.Todos os times de cada grupo jogam entre si em turno e returno. Em cada grupo, os quatro primeiros colocados se classificam para a fase final e os dois últimos são rebaixados para a Série A3 de 2012.

### Segunda fase
Os oito classificados serão divididos em dois grupos de quatro jogando entre si em turno e returno. Os dois primeiros de cada grupo serão classificados para a Série A1 de 2012, enquanto os primeiros jogarão a final.

### Final
A decisão do campeão será em jogo único, no estádio do clube que tiver melhor campanha na fase anterior. Em caso de empate, haverá prorrogação de trinta minutos e, persistindo, a decisão será em cobrança de penalidades.

## Participantes
| Equipe            | Cidade                | Em 2010        | Estádio                   | Capacidade |
| ----------------- | --------------------- | -------------- | ------------------------- | ---------- |
| América           | São José do Rio Preto | 11º (Série A2) | Benedito Teixeira         | 32.936     |
| Atlético Sorocaba | Sorocaba              | 15º (Série A2) | Walter Ribeiro            | 13.772     |
| Catanduvense      | Catanduva             | 12º (Série A2) | Sílvio Salles             | 16.474     |
| Comercial         | Ribeirão Preto        | 5º (Série A3)  | Francisco de P. Travassos | 15.360     |
| Ferroviária       | Araraquara            | 2º (Série A3)  | Arena da Fonte Luminosa   | 20.287     |
| Guarani           | Campinas              | 14º (Série A2) | Brinco de Ouro            | 32.453     |
| Marília           | Marília               | 13º (Série A2) | Bento de Abreu            | 17.963     |
| Monte Azul        | Monte Azul Paulista   | 18º (Série A1) | Otacilia Patrício Arroyo  | 11.109     |
| Palmeiras B       | São Paulo             | 3º (Série A3)  | Alfredo Chiavegato 1      | 15.000     |
| PAEC              | São Paulo             | 6° (Série A2)  | Nicolau Alayon            | 9.660      |
| Red Bull Brasil   | Campinas              | 1º (Série A3)  | Moisés Lucarelli          | 19.722     |
| Rio Branco        | Americana             | 20º (Série A1) | Décio Vitta               | 15.765     |
| Rio Claro         | Rio Claro             | 17º (Série A1) | Augusto Schmidt Filho     | 15.969     |
| Rio Preto         | São José do Rio Preto | 16º (Série A2) | Anísio Haddad             | 18.670     |
| São Bento         | Sorocaba              | 10º (Série A2) | Walter Ribeiro            | 13.772     |
| São José          | São José dos Campos   | 5° (Série A2)  | Martins Pereira           | 15.317     |
| Sertãozinho       | Sertãozinho           | 19º (Série A1) | Frederico Dalmazo         | 15.074     |
| União Barbarense  | Santa Bárbara d'Oeste | 8° (Série A2)  | Antonio Lins R. Guimarães | 14.914     |
| União São João    | Araras                | 7° (Série A2)  | Hermínio Ometto           | 15.881     |
| XV de Piracicaba  | Piracicaba            | 4º (Série A3)  | Barão de Serra Negra      | 18.799     |

OBS.: 1: Com o fechamento do Estádio Palestra Itália, o time B do Palmeiras jogará no Estádio Alfredo Chiavegato, na cidade de Jaguariúna, interior de São Paulo.